# Agrosteomela nigrita
Agrosteomela nigrita es un coleóptero de la familia Chrysomelidae.
Fue descrita científicamente por primera vez en 2004 por Ge, Wang & Li.

## Tipos
- Agrosteomela flavipennis
- Agrosteomela medvedevi
- Agrosteomela nigrita